# Erik Sigsgaard
Erik Sigsgaard, född 7 februari 1938 i Bjørnlund, är en dansk pedagog, rektor, forskare och politiker. Han var folketingsledamot 1964-1967 för Socialistisk Folkeparti (SF) och 1968-1971 samt 1975-1976 för Venstresocialisterne (VS). Han var även ledamot i Köpenhamns kommunfullmäktige (Borgerrepræsentationen) 1962-1970 och 1974-1975.

## Biografi
Erik Sigsgaard är son till läraren Jens Eriksen Sigsgaard (1904-1986) och Gerda Christensen (1911–1960). Han är i släkt med seminarierektorn Jens Sigsgaard och psykologen Thomas Sigsgaard. Han tog studentexamen från Vestjysk gymnasium 1956 och blev utexaminerad lärare från Emdrupborg statsseminarium 1960. Han var sedan lärare på Ordblindeinstituttet i Hellerup (1960-1972), rektor på Albertslund børnehaveseminarium (1972-1981) och lektor på samma ställe till 1990. Därefter var han adjunkt på Danmarks lærerhøjskole (1990-1994), lektor på Højvangseminariet (1994-2007) och sedan 1994 forskare vid Videncenter for institutionsforskning.
Han gick med i Socialistisk Folkeparti kort efter grundandet 1958. Han blev invald i Köpenhamns kommunfullmäktige 1962 och var ledamot i partistyrelsen (1963-1967) och det verkställande utskottet. Han blev invald i Folketinget 1964 och var då en av de yngsta ledamöterna. Efter valet 1966 sållade han sig till den oppositionella falangen inom SF, som bl.a. motsatte sig partiets parlamentariska samarbete med regeringspartiet Socialdemokratiet. Detta ledde till att Sigsgaard, tillsammans med bl.a. Kai Moltke, Hanne Reintoft och Preben Wilhjelm, gick ur SF 1967 och bildade Venstresocialisterne. Han blev vald för partiet 1968 och satt till 1971, samt igen 1975-1976. Efter sin politiska karriär har han varit en aktiv debattör inom pedagogik, barnuppfostran och daghem.
Han var gift med författaren Inger Justesen (1961-1986) och sedan 1988 med Marianne Horst.

## Erkännanden
- Peter Sabroe-prisen (1994)
- Danska Rädda Barnens barnrättighetspris (2002)